# Шпак і Ліра
«Шпак і Ліра» (рос. «Скворец и Лира») — радянський художній фільм, знятий режисером Григорієм Александровим на кіностудії «Мосфільм» за участю студій «Баррандов» (Чехословаччина) «Deutsche Film AG» (НДР) у 1974 році.

## Сюжет
Перша серія: Операція «Страсбург». Сімейна пара радянських нелегалів-розвідників входить до найближчого оточення генерала фон Лебена в окупованому фашистами Страсбурзі. Генерал є одним з учасників змови, спрямованої проти Гітлера. Співробітники служби безпеки, в пам'ять про старі бойові заслуги генерала, пропонують йому під час арешту покінчити життя самогубством.
Грекови, користуючись якимось умовним предметом-паролем, що потрапив їм в руки, виходять на зв'язок з групою великих німецьких промисловців, зацікавлених у якнайшвидшому закінченні військових дій і взаємовигідній співпраці з американською адміністрацією.
Друга серія: Операція «Рада Богів». Після закінчення війни Курт Егерт, він же агент «Шпак», деякий час знаходиться в таборі для військовополонених, але за допомогою своїх нових американських друзів легко знаходить свободу і стає успішним комерсантом.
З Москви, після пластичної операції, з новою легендою прибуває «Ліра». Вона видає себе за племінницю баронеси Амалії фон Шровенхаузен. Після заручин і весілля з Егертом у них з'явилася можливість бути запрошеними на впливову міжнародну таємну організацію «Рада Богів», що об'єднала виробників зброї, продажних політиків і найбільш одіозних військових.

## У ролях
- Любов Орлова — Людмила Грекова («Ліра»)
- Петро Вельямінов — Федір Греков («Шпак»)
- Микола Гринько — Михайло Михайлович («дядько Ваня»)
- Борис Кордунов — полковник Голубєв
- Борис Іванов — барон фон Лямпе
- Борис Зайденберг — генерал Крінглі
- Юрій Леонідов — Артур Опендорф
- Віктор Бурхарт — фон Гольбах
- Варвара Сошальська — баронеса Амалія фон Шровенхаузен
- Юрій Волков — Юрген
- Рина Зелена — Урсула, родичка баронеси
- Галікс Колчицький — генерал фон Лебен
- Римма Маркова — фрау фон Лебен, дружина генерала
- Юрій Стромов — полковник Чендлер
- Світлана Світлична — Генрієтта
- Павло Махотін — генерал
- Яніс Грантіньш — святий отець
- Елла Некрасова — працівниця пошти
- Віктор Шульгін — Зігфрід, дворецький баронеси
- Зоя Василькова — дама на прийомі у баронеси
- Георгій Тусузов — американець на прийомі у баронеси
- Галина Степанова — дама на прийомі у баронеси
- В'ячеслав Гостінскій — лікар з поліції безпеки
- Алла Будницька — Ельза, дівчина в готелі
- Костянтин Тиртов — член військової ради
- Григорій Шпігель — лікар
- Яків Ленц — фон Фліттендорф, промисловець
- Леонід Оболенський — промисловець
- Емілія Мільтон — ворожка Аліхуб
- Євген Гуров — Вільгельм, нелегал
- Наталія Гіцерот — Луїза
- Інга Будкевич — світська дама

## Знімальна група
- Автори сценарію:  Григорій Александров, Олександр Лапшин, Микола Пекельник
- Режисер-постановник:  Григорій Александров
- Оператор-постановник: Микола Олоновський
- Композитор: Оскар Фельцман
- Текст пісень: Роберт Рождественський